# Linia kolejowa nr 890
Linia kolejowa nr 890 – jednotorowa, częściowo zelektryfikowana linia kolejowa znaczenia miejscowego, łącząca stację Bierawa ze stacją techniczną Kędzierzyn Azoty.
Linia umożliwia eksploatację Zakładów Azotowych Kędzierzyn przez pociągi towarowe jadące zarówno z kierunku Kędzierzyna-Koźla, jak i Raciborza.
| kilometraż | kilometraż | pociągi pasażerskie                     | autobusy szynowe i EZT                  | pociągi towarowe                        |
| od         | do         | Tor nieparzysty (kierunek: Bierawa R73) | Tor nieparzysty (kierunek: Bierawa R73) | Tor nieparzysty (kierunek: Bierawa R73) |
| 0,000      | 0,179      | 40                                      | 40                                      | 40                                      |
| 0,179      | 0,229      | 40                                      | 40                                      | 40                                      |
| 0,229      | 1,430      | 20                                      | 20                                      | 20                                      |
| 1,430      | 1,629      | 20                                      | 20                                      | 20                                      |

## Galeria

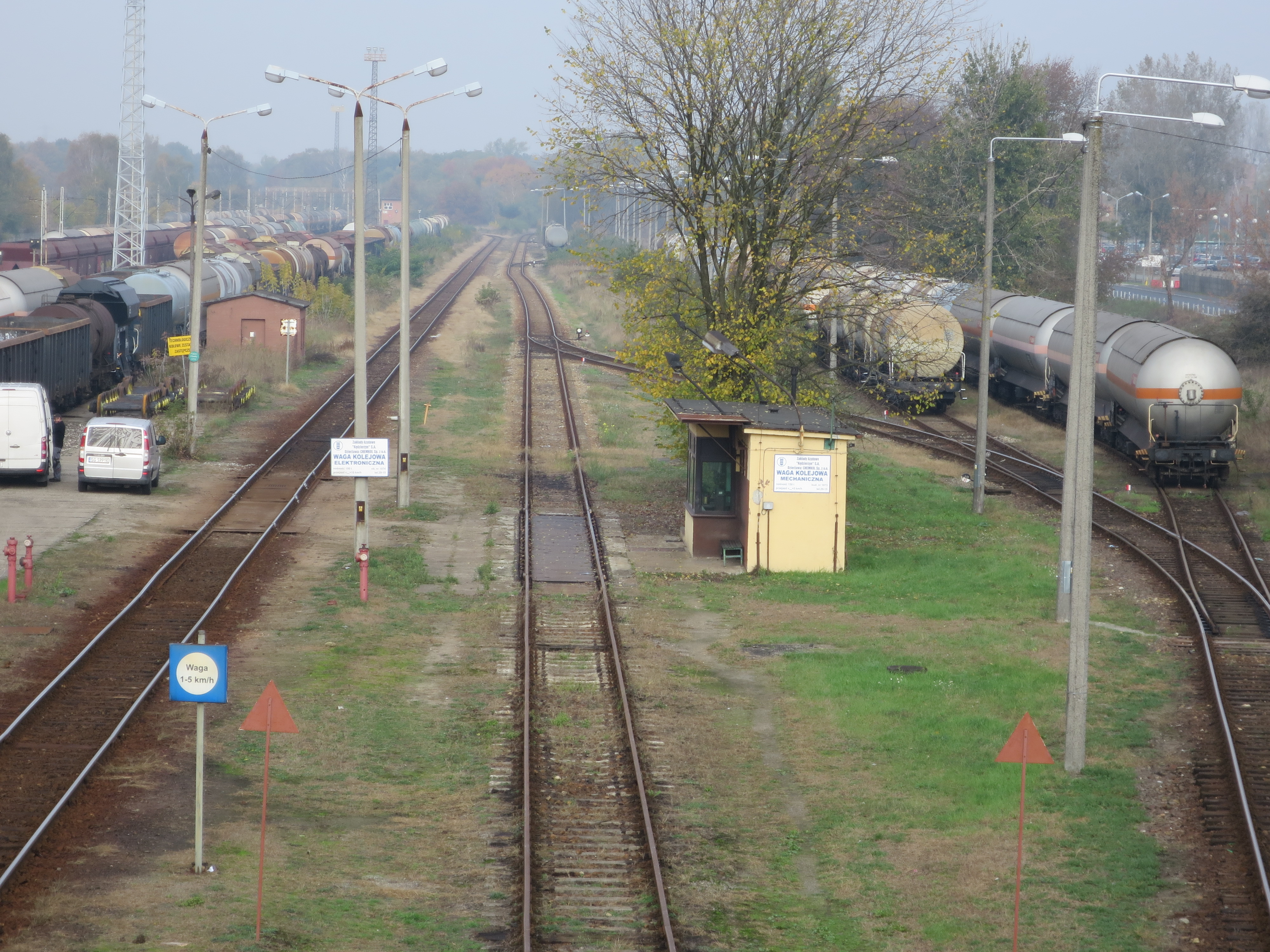
Zakłady CTL Logistics
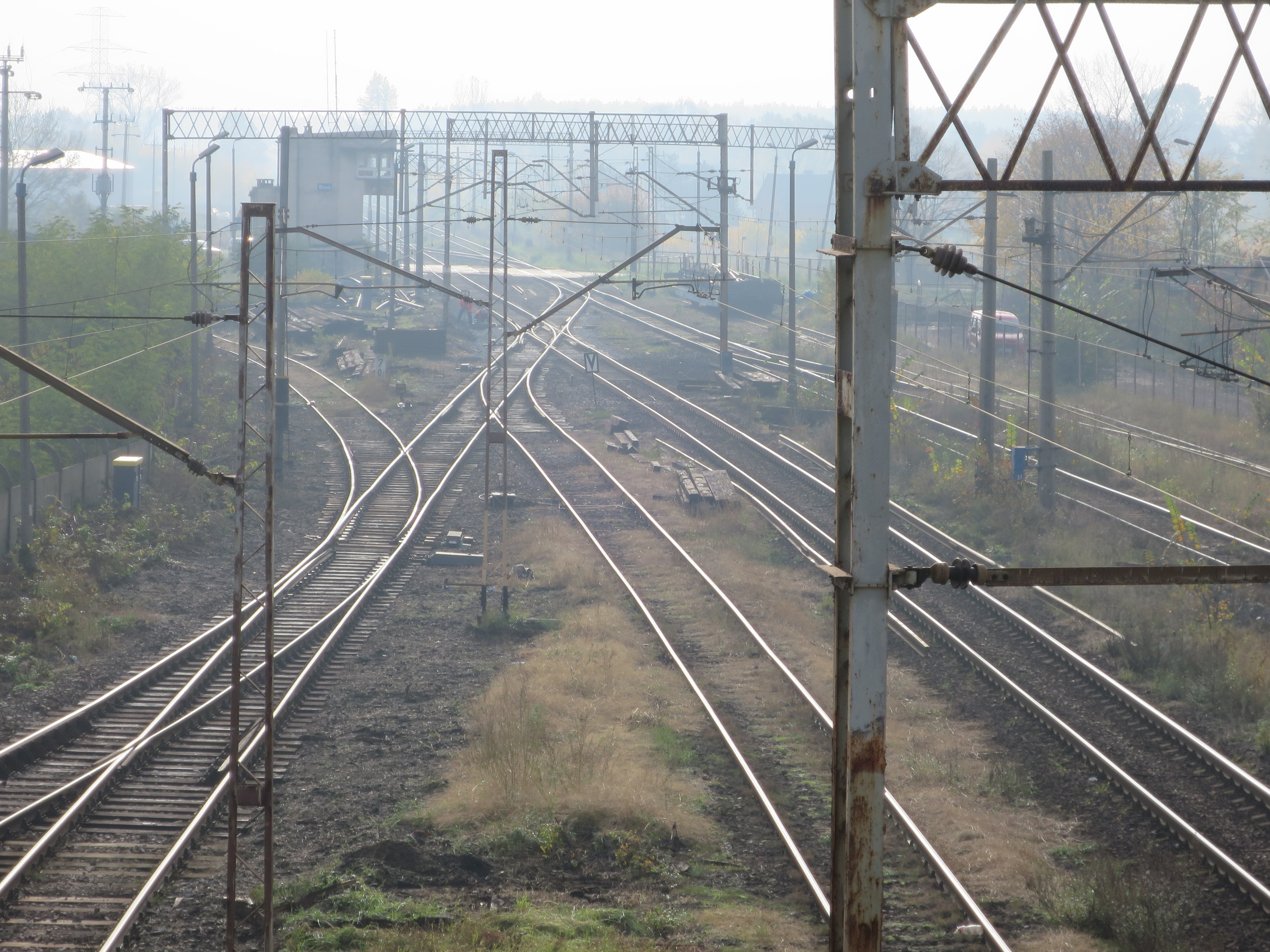
Stacja Bierawa. Widok w stronę Raciborza
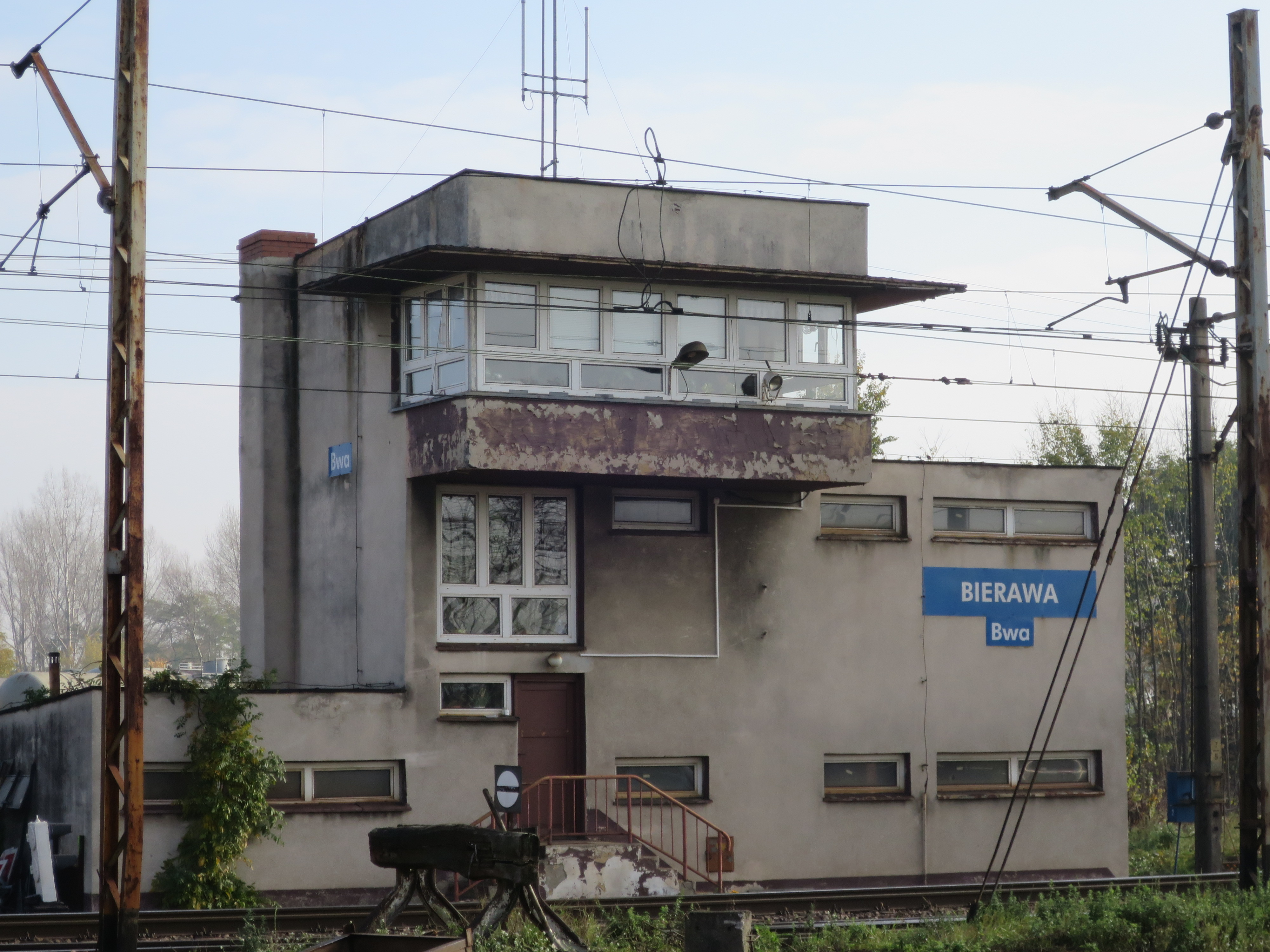
Nastawnia Bwa